# 2053
Cette page concerne l'année 2053  du calendrier grégorien.
L'année 2053 est une année commune qui commence un mercredi.
C'est la 2053e année de notre ère, la 53e année du IIIe millénaire et du XXIe siècle et la 4e année de la décennie 2050-2059.

## Autres calendriers
- Calendrier berbère : 3002 / 3003
- Calendrier hébraïque : 5813 / 5814
- Calendrier indien : 1974 / 1975
- Calendrier musulman : 1474 / 1475
- Calendrier persan : 1431 / 1432

## Évènements prévus
- 4 mars : éclipse lunaire pénombrale[1].
- 20 mars : éclipse solaire annulaire. Elle sera parfaitement visible depuis de nombreux endroits en Indonésie[2].
- 28/29 août : éclipse lunaire pénombrale[3].
- 12 septembre : éclipse solaire totale visible en Afrique du Nord et en Arabie Saoudite[4].

## Dans la fiction
- La nouvelle Le Promeneur (The Pedestrian), de Ray Bradbury, est censée se dérouler en 2053.